# Ludovic Rákóczi
Ludovic Rákóczi (n.5 septembrie 1952) este un fost deputat român în legislatura 1992-1996 și în legislatura 1996-2000, ales în județul Bihor pe listele partidului UDMR.